# Nothocasis costimaculata
Nothocasis costimaculata là một loài bướm đêm trong họ Geometridae.